# Иванчиков, Юрий Игоревич
Юрий Игоревич Иванчиков (22 августа 1997) — российский игрок в хоккей с мячом, вратарь, мастер спорта России.
Воспитанник нижегородского хоккея. Первый тренер — О. Г. Хаванский. С 2015 года играл за основной состав нижегородского «Старта». Провел за «Старт» 174 матча. В 2023 и 2024 годах включался в списки 22-х лучших игроков России в хоккее с мячом, в 2020—2024 годах признавался лучшим игроком «Старта» в сезоне.
Чемпион XXIX Всемирной зимней Универсиады 2019 г. Победитель «Турнира четырех наций» 2019 г. Серебряный призер «Турнира трех наций» 2020 г. Обладатель Кубка губернатора Кемеровской области 2023 г. Обладатель Кубка губернатора Ульяновской области 2023 г. Чемпион мира среди младших юношей 2012 г. Серебряный призер Кубка Европы 2014 г. среди юношей. Серебряный призер чемпионата мира среди юниоров 2016 года. Серебряный призер всероссийских соревнований на Призы клуба «Плетеный мяч» 2009 года. Бронзовый призер всероссийских соревнований на Призы клуба «Плетеный мяч» 2011 года. Бронзовый призер чемпионата России среди юниоров 2015 г. Неоднократно признавался лучшим вратарем турниров, в том числе юношеского чемпионата мира и Кубка Европы. Лучший вратарь чемпионата России-2022-23 гг. Игрок сборной России.
Жена Кристина. Сыновья Серафим (2020 г.р.) и Макар (2023 г.р.).